# Foucherolles (administrateur)
Pour les articles homonymes, voir Foucherolles.
Foucherolles fut le premier directeur de la Compagnie française des Indes orientales à s'intéresser à l'île Bourbon en tant que telle, et non pas comme une composante des Mascareignes.
En 1714, quatre ans après avoir rédigé un mémoire sur le développement de l'île, il propose d'y développer la culture du café. Bientôt, l'île devient l'un des principaux fournisseurs de l'Europe.